# Adela Turin
Adela Turin (1939 - 15 de desembre de 2021) fou una escriptora i editora italiana, pionera en qüestionar els rols socials i familiars mostrats a la literatura.

## Biografia
Durant els anys 60, va formar part del grup milanès Rivolta, vinculat al partit feminista. L'any 1975, juntament amb la il·lustradora Nella Bosnia, va crear l'editorial Dalla Parte Delle Bambine, en referència a l'assaig, del mateix nom, publicat l'any 1973 per la pedagoga feminista italiana Elena Gianini Belotti.
El 1979, el seu treball Aurore. Aurore Dupin devient George Sand, il·lustrat per Annie Goetzinger, obté el Premio Grafico Fiera di Bologna per la Gioventù, de la Fira del Llibre Infantil de Bolonya (Itàlia).
Més tard es va traslladar a París on va fundar l'associació "Du côté des filles" (Des del punt de vista dels infants), juntament amb la sociòloga Silvie Cromer, per investigar i denunciar el biaix sexista en els materials educatius, així com per promoure representacions anti-sexistes. Publicà, amb Cromer, un estudi de 537 contes il·lustrats per a infants, publicats l'any 1994: "Que racontent les albums pour enfants? Ou comment présente-t-on les rapports hommes-femmes aux enfants." ("Què expliquen els àlbums il·lustrats per a infants? O com es presenten als infants les relacions homes-dones"), on posa en evidència els estereotips sexistes que vehiculen aquestes publicacions. En concret, entre el 1975 i el 1980 va publicar més de vint títols per denunciar la situació de la dona i reformular els rols socials i familiars.
Adela Turin ha creat desenes de contes per a infants alguns dels quals van ser publicats per l'editorial Lumen, en català i castellà. Actualment, part de la seva obra és publicada en català, castellà, gallec i eusquera, per l'editorial Kalandraka. Són coneguts els seus relats "L'Artur i la Clementina", "Rosa Caramel" i "La història dels bonobos amb ulleres", il·lustrats per Nella Bosnia.

## Selecció d'obres

### Literatura infantil
- Le temps des pommes, d'Adela Turin, il·l. de Sophie Gilles, ed. Actes Sud junior, Grands Livres, 2000 [en català: Pomes i canons Lumen 1989]
- Arthur et Clémentine, d'Adela Turin, ill. de Nella Bosnia, ed. Actes Sud junior, Grands Livres, 1999 [en català: L'Artur i la Clementina Kalandraka 2012]
- Un heureux malheur, d'Adela Turin, il·l. de Nella Bosnia, ed. Actes Sud junior, Grands Livres, 1999 [en català: Una catàstrofe afortunada Lumen 2001; Kalandraka 2014]
- La main de Pamela, d'Adela Turin, ed. Hatier, D'autres contes, 1982
- Les cadeaux de la fée, d'Adela Turin, il·l. de Nella Bosnia, Hatier, D'autres contes, 1981
- La veste rapiécée, d'Adela Turin, il·l. de Anna Curti, ed. Hatier, D'autres contes, 1980
- Salut poupée, d'Adela Turin, ed. des Femmes, Du côté des petites filles, 1978
- Maiepoimai, d'Adela Turin, il·l. de Letizia Galli, ed. Dalla Parte delle Bambine, 1977 [en català: Maimés Lumen 1990]
- Jamèdlavie, d'Adela Turin, ill. de Letizia Galli, ed. des Femmes, Du côté des petites filles, 1977 (en francès, versió de Maiepoimai)
- L'histoire vraie des bonobos à lunettes, d'Adela Turin, il·l. de Nella Bosnia, ed. des Femmes, Du côté des petites filles, 1976 [en català: La història dels bonobos amb ulleres Kalandraka 2013]
- Histoire de sandwiches, d'Adela Turin, ed. des Femmes, Du côté des petites filles, 1976 [en català: Història d'uns entrepans Lumen 1988]
- Rose bombonne, d'Adela Turin, il·l. de Nella Bosnia, ed. des Femmes, Du côté des petites filles, 1975[9] [en català: Rosa Caramel Lumen 1986; Kalandraka 2011]

### Assaig
- Así es: por una igualdad de sexos a través de la literatura infantil. Salamanca: Fundación Germán Sánchez Ruipérez, 1996[6]
- Los Cuentos siguen contando... : algunas reflexiones sobre los estereotipos. Madrid: Horas y horas, 1995[7]